# Малийско-сенегальские отношения
Малийско-сенегальские отношения — двусторонние дипломатические отношения между Мали и Сенегалом. Протяжённость государственной границы между странами составляет 489 км.

## История
С 1959 по 1960 год страны являлись частью Федерации Мали, зависимого государства в составе Французского сообщества. Мали и Сенегал являются членами Экономического сообщества стран Западной Африки (ЭКОВАС). В 1990 году страны стали участницами программы создания единых вооружённых сил среди стран ЭКОВАС, которая получила название Группа мониторинга экономического сообщества стран Западной Африки (ЭКОМОГ).

## Торговля
В 2017 году Сенегал экспортировал в Мали товаров на сумму 780 млн. долларов США, что делает эту страну крупнейшим приобретателем сенегальской продукции.

## Дипломатические представительства
- Мали имеет посольство в Дакаре[6].
- Сенегал содержит посольство в Бамако[7].